# Grünau (Schiff, 1976)
Die Grünau ist ein Fahrgastschiff, das auf Seen in der Holsteinischen Schweiz genutzt wird.

## Geschichte
Die Grünau wurde 1976 bei Staack in Lübeck-Herrenwyk gebaut und ist bei der 5-Seen-Fahrt und Kellersee-Fahrt GmbH im Einsatz, die ihren Sitz in Malente-Gremsmühlen hat. Dieter Schubert gibt die Länge des Schiffes mit 25,27 Metern, die Breite mit 5,12 Metern und den Tiefgang mit 1,1 Metern an. Die Motorleistung beträgt laut Schubert wie bei allen Schiffen des Unternehmens 84 kW. All diese Angaben werden im Binnenschifferforum übernommen. Dort allerdings findet sich die Ergänzung, dass die Maschine des Schiffes von Mercedes stammt, dass die Grünau bei Staack die Baunummer 1510 trug und dass das Schiff im Jahr 2018 eine Höchstzahl von 250 Fahrgästen befördern durfte. Laut Schubert waren es im Jahr 2000 nur 230 Fahrgäste.
Im Jahr 1976 wurde nicht nur die Grünau angeschafft, sondern es gab auch weitere Veränderungen in der Flotte des Unternehmens: Aus dem Schiff Holm wurde 1976 die neue Luise, die alte Luise wurde dafür wohl damals abgeschafft.
Ein weiteres altes Schiff des Unternehmens, das Benja 1975 noch aufführt, die Dieksee, taucht bei Schubert nicht mehr auf, dafür aber eine jüngere Dieksee.
Die Gremsmühlen kennen sowohl Benja als auch Schubert. Das Schiff ist mittlerweile nicht mehr im Einsatz.
Der Schiffsname Grünau war zu Benjas Zeit in der Flotte nicht vertreten.

## Einsatz
Die Kellersee-Tour, auf der normalerweise die Luise eingesetzt wird, wird seit 1882 angeboten. Ursprünglich war hier ein Dampfer namens Uklei unterwegs, später ein Dampfschiff namens Carl-Maria von Weber.
Über die Anfänge der 5-Seen-Fahrt, für die mittlerweile die Grünau und die anderen Schiffe des Unternehmens genutzt werden, gibt die Homepage des Unternehmens Auskunft: Die Gebrüder Janus gründeten 1882 die Kellersee-Fahrt. Ein erster Schiffsanleger befand sich in der Nähe des Hotels Holsteinische Schweiz, das Johannes oder Johann Friedrich Janus als Konkurrenzunternehmen zu dem Hotel Gremsmühlen in den Jahren 1884/85 bei Krummsee errichten ließ. 1892 folgten diverse Kaufleute aus Malente, Plön und Eutin dem Janusschen Beispiel und gründeten die 5-Seen-Fahrt, die damals aber wohl noch anders hieß. Das erste Schiff dieser Gesellschaft, mit dem 40 Personen befördert werden konnten, trug den Namen Elisabeth. Diese Elisabeth wurde später durch ein gleichnamiges Schiff mit doppelt so großer Kapazität ersetzt. Auch die nächsten Schiffe des Unternehmens, die bis 1911 angeschafft wurden, trugen menschliche Vornamen als Schiffsnamen: Friedrich August und Nikolaus. Diese überdachten Fahrzeuge mit einer Kapazität von 80 Fahrgästen waren zu hoch, um bei Timmdorf die Schwentinebrücke unterqueren zu können, sodass die Fahrgäste hier umsteigen mussten. 1919 wurde das Unternehmen von Johannes Zimmermann und Marx Frahm übernommen und in „Motorbootgesellschaft Dieksee“ umbenannt. Das Problem mit der Brücke bei Timmdorf wurde 1925 gelöst, indem man die Schwentine ausbaggerte und gleichzeitig die Brücke erhöhte. Nachdem außerdem der Kanal zwischen dem Edebergsee und dem Höftsee schiffbar gemacht worden war, wurde tatsächlich die „5-Seen-Fahrt“ möglich und auch so bezeichnet.